# Edmund Tudor (książę Somersetu)
Edmund Tudor (ur. 21 lutego 1499, zm. 19 czerwca 1500) – szóste dziecko i trzeci syn króla Anglii Henryka VII Tudora i Elżbiety York, córki króla Edwarda IV. Edmund od urodzenia był księciem Somerset. Zmarł mając niewiele ponad rok z nieznanych przyczyn. Jego starszymi braćmi byli: Artur, książę Walii i król Henryk VIII, zaś siostrami m.in. Małgorzata, królowa Szkocji i Maria, królowa Francji.